# Rob Barrett
Pour les articles homonymes, voir Robert Barrett et Barrett.
Rob Barrett (né le 29 janvier 1969 à Buffalo) est le guitariste rythmique du groupe de death metal Cannibal Corpse. Il a été membre entre 1993 et 1997 et a rejoint de nouveau le groupe en 2005. Il a participé à l'enregistrement des albums The Bleeding, Vile, Kill, Evisceration Plague et Torture. Ses influences sont, entre autres, Gary Moore, Malcolm Young, Randy Rhoads, Eddie Van Halen, Tony Iommi et Steve Vai. Il habite actuellement[Quand ?] à Tampa, en Floride.

## Carrière
Barrett commence sa carrière professionnelle en 1990 dans le groupe Solstice qu'il a formé avec le batteur Alex Marquez et le guitariste Dennis Muñoz. La formation enregistre une maquette en 1991, produit par Jim Morris. Ils signent un contrat avec le label allemand SPV/Steamhammer et sortent, en 1992, leur premier album intitulé Solstice. La même année, Barrett et Marquez décident de mettre Solstice en pause et de rejoindre Malevolent Creation. Ils participent à l'enregistrement de l'album Retribution et partent en tournée avec le groupe.

### Cannibal Corpse
Article détaillé Cannibal Corpse.
En 1993, Barrett est contacté par Alex Webster pour remplacer Bob Rusay, peu de temps après que le groupe ait enregistré l'album Tomb of the Mutilated. Après les tournées subséquentes il devient un membre permanent de Cannibal Corpse. De 1994 à 1996 il participe à l'enregistrement des albums The Bleeding et Vile et fait également une brève apparition avec le groupe dans le film Ace Ventura, détective pour chiens et chats. En 1997, Barrett quitte Cannibal Corpse à la suite de divergences musicales entre lui et les autres membres de la formation. Alors qu'il est remplacé par Pat O'Brien, Barrett retourne auprès de Malevolent Creation en 1998 et y reste pendant 6 ans. En 2005, Barrett fait savoir aux membres de Cannibal Corpse qu'il souhaite revenir au sein du groupe. Après mûre réflexion, il est finalement accueilli de nouveau et remplace Jeremy Turner.

### HatePlow
En 1994, Barrett forme le groupe de death metal HatePlow avec le guitariste Phil Fasciana et le batteur  "Crazy" Larry Hawke, tous deux membres de Malevolent Creation. A la base, HatePlow n'était qu'un simple un projet secondaire, mais le trio enregistre une maquette qui suscite un certain intérêt dans le milieu underground. Avec son départ de Cannibal Corpse Barrett consacre plus de temps à HatePlow et prend part à l'enregistrement des albums Everybody Dies et The Only Law Is Survival qui sortent en 1998 et en 2000 respectivement. En 2004, il quitte HatePlow.

### Collaborations
Dans les années 2000 Barrett a collaboré sur l'album de groupes tels que Eulogy, Hollenthon, Infernal Majesty, Pro-Pain et Unearthed. En 2005, Barrett fait partie des musiciens qui enregistrent l'album The All-Star Sessions pour le projet Roadrunner United. Il joue notamment sur les pistes Annihilation by the Hands of God et Constitution Down.

### Équipement
Barrett utilise actuellement[Quand ?] des guitares de la marque Dean, notamment des modèles personnalisés de la Cadillac, V et ML. Ses guitares sont équipées d'un ensemble de micros EMG et sont accordées en Si bémol et Sol dièse. En 2007 Dean Guitars produit un modèle signature, appelé le Cadi-Kill, en nombre limité. Par le passé Barrett jouait sur une Gibson Les Paul, une Jackson Dinky et une Charvel 750 XL.
Tout comme O'Brien, Barrett utilise des amplificateurs Mesa Boogie, comme le Dual Rectifier, le Triple Rectifier et, plus récemment, le Mark V. Pour les baffles d'extension, il utilise des Crate et des Mesa Boogie 4 x 12 " qui sont équipées d'enceintes Celestion Vintage 30. Avant de passer à Mesa Boogie, Barrett utilisait des amplificateurs Crate et Marshall.
Sur scène, Barrett utilise quelques pédales d'effet: un Boss NS-2 Noise Suppressor, un MT-2 Metal Zone, un TU-2 Chromatic Tuner et un Maxon ST-9 Pro + Super tube,. Les pédales sont reliées avec des câbles Monster.

## Discographie
Solstice
- 1991 - Demo (Demo)
- 1992 - Solstice

Malevolent Creation
- 1992 - Retribution
- 1998 - The Fine Art of Murder
- 2000 - Envenomed
- 2002 - The Will to Kill
- 2004 - Warkult

Cannibal Corpse
- 1994 - The Bleeding
- 1996 - Vile
- 2006 - Kill
- 2009 - Evisceration Plague
- 2012 - Torture
- 2014 - A Skeletal Domain
- 2017 - Red Before Black
- 2021 : Violence Unimagined
- 2023 : Chaos Horrific

Eulogy
- 2010 - Burden of Certainty (Demo)

HatePlow
- 1996 - Demo (Demo)
- 1998 - Everybody Dies
- 2000 - The Only Law Is Survival

### Collaborations
Hollenthon
- 2001 - With Vilest of Worms to Dwell

Infernäl Mäjesty
- 2007 - Demon God (EP)

Pro-Pain
- 2008 - No End in Sight

Roadrunner United
- 2005 - The All-Star Sessions

Unearthed
- 2007 - Imposition of Faith